# دايفيد غوردون
دايفيد غوردون (بالإنجليزية: David Gordon)‏ هو مدير موسيقي ومخرج أمريكي، ولد في 14 يوليو 1936 في الجانب الشرقي الأدنى لمانهاتن ‏ في الولايات المتحدة.

## وصلات خارجية
- دايفيد غوردون على موقع IMDb (الإنجليزية)